# 二木島町
二木島町（にぎしまちょう）は、三重県熊野市の町名。「二喜島」や「二鬼島」という表記が用いられていた時期もある。
漁業と林業が町の主要な産業である。陸路と海路の要所として発展してきた歴史から、一里塚などの史跡が残る。

## 地理
熊野市東部に位置し、東部は二木島湾に面する。北部は山に囲まれ、山を越えると尾鷲市に至る。中心集落は二木島町の中央部にあり、JR紀勢本線や国道311号が通っている。
- 河川：逢川
- 海洋：二木島湾、熊野灘
- 岬：牟婁崎

北は尾鷲市曽根町、東は熊野市甫母町（ほぼちょう）・二木島里町、南は熊野市遊木町（ゆきちょう）、西は熊野市新鹿町（あたしかちょう）と接する。

### 逢川
逢川（あいかわ）は二木島町の中央部を流れる河川。河川の名は、伊勢神宮の神と熊野権現が出会った地であることに由来するという。大化2年（646年）には、逢川を志摩国と紀伊国の国境に定めたという説がある。
三重県立熊野古道センターによれば、逢川は清流であり、流域にはシダ植物が自生する。逢川の水質は以下の通り。
| 調査年度             | pH  | BOD         | SS          | DO      | 大腸菌群数 |
| -------------------- | --- | ----------- | ----------- | ------- | ---------- |
| 2008年（平成20年）度 | 6.8 | 0.5mg/L未満 | 0.5mg/L未満 | 8.9mg/L | 1,700個/dL |
| 2013年（平成25年）度 | 6.7 | 0.5mg/L未満 | 0.5mg/L未満 | 9.7mg/L | 310個/dL   |

## 歴史

### 近代まで
海岸では縄文時代、弥生時代、古墳時代、さらにそれ以降の複合的な遺跡が見つかっている。江戸時代には、紀伊国牟婁郡木本組に属し、二木島浦として紀州藩の配下にあった。『慶長高目録』では「二木島組」に属するとされた。寛文年間（1661年 - 1672年）頃まで二木島里浦（現・熊野市二木島里町）とは同一の村であったが、この頃に二木島里浦が二木島浦から分離した。『紀伊続風土記』によれば、各家は船を保有し漁業を主業としていたという。
当時は熊野灘を行き交う航路の寄港地として栄え、『日本航路細見記』は「二木島は上下の大みなと也」と記し、『全国湊くらべ』は二木島港を西前頭四四枚目に格付けした。船乗りを相手とした遊女も出現した。また捕鯨が行われ、鯨の供養塔の建立や藩主・徳川重倫の鯨突取り漁法観覧が行われた。
明治時代には、1876年（明治9年）の二木島浦小学校（現・熊野市立荒坂小学校）開校、1899年（明治32年）の荒坂銀行開業、1901年（明治34年）の郵便局開局など近代化が進んだ。また1889年（明治22年）の町村制施行時には、荒坂村の1大字となり、村役場が設置された。1907年（明治40年）には捕鯨会社が設立され、当初は年間113頭を捕獲したが、年々減少し末期には5頭のみとなり、1915年（大正4年）に営業を終了した。1944年（昭和19年）12月7日、昭和東南海地震が発生、7度の津波が二木島浦を襲い、5人が犠牲となった。

### 現代
1954年（昭和29年）、昭和の大合併により熊野市が発足し、二木島浦は「二木島町」に改称した。1959年（昭和34年）7月15日に国鉄紀勢本線が二木島町内を通るようになり、二木島駅が設置された。鉄道開通前の二木島町は、熊野市街の木本町へ行くのに巡航船で2時間、路線バスで1時間かかっていたが、鉄道開通後は30分で行けるようになり、開通前夜には住民が提灯行列と鉄道唱歌の替え歌を合唱して祝した。
1975年に熊野灘二木島海中公園地区が指定された。
1980年（昭和55年）1月31日、手斧や猟銃で親族10人を殺傷し、犯人が自殺する熊野一族7人殺害事件が発生した。ちょうど当時二木島町に近い熊野市新鹿町に住んでいた中上健次は、事件を報じる新聞や週刊誌を追いかけ、『熊野集』において以下のように記している。
| 「 | その事件は自分がいままで書いて来た小説の顕現化だとも思ったし、私小説で何度も書いた主人公の暴発が成就したものだという思いもつもった。ノートを取り、ひりつく気持のうちに小説に仕立てようと何度も試みた。実際何もかも符丁が合い過ぎていた。 | 」 |

その後、中上は柳町光男監督の映画作品『火まつり』（1985年公開）のシナリオを手掛け、この事件を題材とし、作品の舞台も二木島町とした。さらに映画公開後すぐに小説化に取り組み、『文學界』で連載された後、1987年（昭和62年）に文藝春秋から単行本が出版された。
1983年（昭和58年）12月21日、二木島駅が無人駅となる。2011年（平成23年）3月26日、町内にある荒坂小学校の休校式が児童6人と住民約100人の出席の下、開催された。最盛期の1960年代には児童数400人に達し、2つの分校も有していたが、末期の7年間の在校生は1桁であった。

### 沿革
- 1889年（明治22年）4月1日 - 町村制施行により、南牟婁郡荒坂村大字二木島浦となる。
- 1954年（昭和29年）11月3日 - 木本町ほかと合併し、熊野市二木島町となる。

### 町名の由来
諸説ある。
- 神武天皇が熊野の荒坂津で丹敷戸畔（にしきとべ）を殺したという『日本書紀』に記載のある故事に由来する（『紀伊続風土記』説）[7]。この説では荒坂津（あらさかのつ）を二木島に比定しているが、度会郡大紀町錦に比定する説もある[5]。
- 波が穏やかな湾に臨むことから、「和島」（にぎしま）・「凪島」（なぎしま）と呼ばれたことに由来する（『新くまの風土記』説）[7]。

### 町名の変遷
| 実施後町名 | 実施年月日                | 実施区分 | 実施前大字 |
| ---------- | ------------------------- | -------- | ---------- |
| 二木島町   | 1954年（昭和29年）11月3日 | 地名改称 | 二木島浦   |

## 世帯数と人口
2019年（令和元年）10月1日現在の世帯数と人口は以下の通りである。
| 町丁     | 世帯数  | 人口  |
| -------- | ------- | ----- |
| 二木島町 | 149世帯 | 244人 |

### 人口の変遷
1889年以降の人口の推移。なお、1995年以後は国勢調査による推移。
| 1889年（明治22年） | 818人 | [ 7 ]  |  |
| 1980年（昭和55年） | 814人 | [ 7 ]  |  |
| 1990年（平成2年）  | 620人 | [ 18 ] |  |
| 1995年（平成7年）  | 540人 | [ 19 ] |  |
| 2000年（平成12年） | 441人 | [ 20 ] |  |
| 2005年（平成17年） | 348人 | [ 21 ] |  |
| 2010年（平成22年） | 288人 | [ 22 ] |  |
| 2015年（平成27年） | 246人 | [ 23 ] |  |

### 世帯数の変遷
江戸時代・1889年以降の世帯数の推移。なお、1995年以後は国勢調査による推移。
| 江戸時代           | 157戸   | [ 7 ]  |  |
| 1889年（明治22年） | 191戸   | [ 7 ]  |  |
| 1980年（昭和55年） | 261世帯 | [ 3 ]  |  |
| 1990年（平成2年）  | 231世帯 | [ 18 ] |  |
| 1995年（平成7年）  | 213世帯 | [ 19 ] |  |
| 2000年（平成12年） | 195世帯 | [ 20 ] |  |
| 2005年（平成17年） | 170世帯 | [ 21 ] |  |
| 2010年（平成22年） | 151世帯 | [ 22 ] |  |
| 2015年（平成27年） | 133世帯 | [ 23 ] |  |

## 学区
市立小・中学校に通う場合、学区は以下の通りとなる。
| 番・番地等 | 小学校             | 中学校             |
| ---------- | ------------------ | ------------------ |
| 全域       | 熊野市立新鹿小学校 | 熊野市立新鹿中学校 |

荒坂小学校は2011年（平成23年）3月31日に休校となり、翌月から遊木小学校（ゆきしょうがっこう）に通学することになったが、遊木小学校も2013年（平成25年）3月31日に休校となり2013年4月以降、新鹿小学校（あたしかしょうがっこう）へ通学することになった。また荒坂中学校も2014年（平成26年）3月31日をもって休校となり、2014年4月以降、新鹿中学校（あたしかちゅうがっこう）へ通学することになった。
荒坂小学校・荒坂中学校ともに、二木島町にある。2012年（平成24年）現在、荒坂中学校の全校生徒は11人である。

## 生活

### 災害対策と医療
二木島町では、過去に何度も津波の被害を受けており、東南海地震が発生した場合、震災発生後13分後に19.16mの津波が襲来するという三重県の予測がある。想定通りの高さの津波が押し寄せた場合、避難所に指定されている荒坂中学校でも危険だと朝日新聞は報じている。2011年（平成23年）12月の夜間に行われた避難訓練では高台を通る国道までの避難に30分かかり、高齢の住民からは「もう無理」との声も聞かれた。
また災害発生時の孤立が懸念されており、実際に1998年（平成10年）と2001年（平成13年）には国道311号が土砂崩れで寸断され、住民が孤立してしまった。
こうした中、二木島町にある1980年（昭和55年）開設の「熊野市立荒坂診療所」では災害医療に備えてさまざまな準備を行っている。勤務する唯一の医師は、災害に備えて小型船を所有し、自前で担架を購入、無線の資格を取得して孤立対策をとっている。

### 二木島祭
二木島祭（にぎしままつり）は、二木島湾でかつて行われていた祭り。湾岸の室古神社と阿古師神社の祭りであり、両神社の関船による競漕が祭りの中心であった。2010年（平成22年）11月3日の開催を最後に担い手不足からおよそ300年続いた祭りの歴史は途絶えた。

## 観光
二木島町は熊野古道伊勢路が通っており、町内の二木島峠を訪れる観光客は、紀伊山地の霊場と参詣道が世界文化遺産の指定を受けてから5年が経過した2009年（平成21年）には3 - 5倍にも増加した。
2012年（平成24年）の末には、荒坂中学校の教諭の勧めにより全校生徒11人で「荒坂イレブン」が結成された。荒坂イレブンは「地域と密着。過疎から脱却。」を掲げ、郷土史家から史跡について学ぶなどして観光ガイドを行っていた。なお、荒坂イレブン結成前の2010年（平成22年）には、当時中学3年だった女子生徒5人が担任の勧めでツアーガイドを2度務めたことがあり、カメラマンが「古道ガールズ」と名付けた。古道ガールズは、2025年（令和7年）に30歳を迎えるのを機に、休校中の荒坂中学校でタイムカプセルを開封した。住民による熊野古道の語り部も存在する。
熊野古道以外の観光としては二木島沖での釣りやダイビングがある。

## 交通
鉄道開通前まで、熊野市街の木本町まで巡航船が運行されていた。また、1998年（平成10年）6月22日に国道311号が崩落した際には、同年7月31日まで熊野市と三重県が二木島町と甫母町（ほぼちょう）の間で臨時の渡し船を運航した。
鉄道
東海旅客鉄道紀勢本線二木島駅
路線バス
熊野市自主運行バス二木島峠口バス停
- ■潮風かほる熊野古道線 二木島駅前
- ■潮風かほる熊野古道線 三交南紀

乗合タクシー
- 海岸部乗合タクシー（予約制）[WEB 12]

道路
- 国道311号 - 熊野市街へ至る主要道であるが、1車線のみの区間が多く、災害時の寸断が懸念されている[WEB 9]。
- 三重県道572号二木島港線
- 熊野古道伊勢路

## 施設
| - 熊野市役所荒坂出張所 - 熊野市立荒坂小学校 - 熊野市立荒坂中学校 - 熊野市立荒坂診療所 - 二木島郵便局 - 熊野警察署二木島駐在所 | - 伊勢農業協同組合荒坂店 - 熊野漁業協同組合二木島支所 - 二木島漁村センター - 荒坂公民館二木島分館 - 川口家旅館 - 民宿中村屋 |

### 史跡
熊野古道が通っており、多くの文化財が残されている。
- 二木島の一里塚 - 旧荒坂村役場の西方にある[7]。1937年（昭和12年）12月20日に三重県の史跡に指定された[7]。
- 鯨の供養塔 - 寛文11年（1671年）に建立され「鯨三十三本供養塔」と刻まれている[7]。1979年（昭和54年）3月23日に三重県の有形民俗文化財に指定された[WEB 13]。
- 室古神社 - 祭神は稲飯命であるが、豊玉彦命を祀るとする異説もある[5]。平安時代から美濃国池田荘に300石神領を有していた[7]。
- キリシタン灯籠[3]
- 唐人塚 - 陳雲漳の墓で、1969年（昭和44年）に熊野市指定史跡となる[7]。陳雲漳は、文政9年正月元旦（グレゴリオ暦：1826年2月7日）に遠江国に漂着した清の貿易船・得泰号の副長官であったが、二木島に帰港した際に病死した[5]。
- 猪垣記念碑[3]

#### 海福山最明寺
曹洞宗の仏教寺院で、二木島町・二木島里町の氏寺。本尊は阿弥陀如来立像。近世には、近海で遭難・病死などした水夫がここに葬られた。本堂は1994年（平成6年）3月9日、三重県の有形文化財（建造物）に、所蔵する「絹本著色釈迦涅槃図 附 貞享四年銘箱」（けんぽんちゃくしょくしゃかねはんず つけたり じょうきょうよねんめいはこ）は2010年（平成22年）3月11日、三重県の有形文化財（絵画）に指定された。

## 出身者
- 水口晴幸 - 歌手・俳優

## その他

### 日本郵便
- 郵便番号 : 519-4204[WEB 3]（集配局：熊野郵便局[WEB 16]）。

### WEB
1. ↑  “三重県熊野市の町丁・字一覧”.   人口統計ラボ. 2019年8月21日閲覧。
2. 1 2  “熊野市町別総世帯数・総人口数・面積（令和元年10月1日現在）”.   熊野市 (2019年10月1日). 2019年10月11日閲覧。
3. 1 2  “二木島町の郵便番号”.  日本郵便. 2019年8月15日閲覧。
4. ↑  “市外局番の一覧”.   総務省. 2019年6月24日閲覧。
5. ↑  熊野市役所"統計情報"平成25年12月1日現在（2013年12月9日閲覧。）
6. ↑  “平成20年3月16日（日） 熊野古道講座 逢川の源流とシダを訪ねて を開催しました”.   三重県立熊野古道センター (2008年3月16日). 2013年12月15日時点のオリジナルよりアーカイブ。2013年12月15日閲覧。
7. ↑  “平成20年度調査結果 - 熊野市”.   熊野市役所 (2008年). 2013年12月15日時点のオリジナルよりアーカイブ。2013年12月15日閲覧。
8. ↑  “熊野市就学規則”.   熊野市 (2018年4月1日). 2019年8月21日閲覧。
9. 1 2 3  小柳悠志 (2011年12月18日). “三重の病院〈78〉 荒坂診療所 熊野市二木島 - つなごう医療 中日メディカルサイト”. 2013年7月21日時点のオリジナルよりアーカイブ。2013年12月15日閲覧。
10. ↑  “マルヒサ渡船 | 釣果情報”.   釣りビジョン. 2013年12月15日閲覧。
11. ↑  “マル松潜水CLUB・松本 行史”. 東紀州ほっとネット くまどこ.   東紀州ITコミュニティ. 2013年12月15日閲覧。
12. ↑  “海岸部乗合タクシーが運行開始します!”.   熊野市. 2017年8月21日時点のオリジナルよりアーカイブ。2017年8月21日閲覧。
13. ↑  三重県教育委員会事務局社会教育・文化財保護課. “みんなで、守ろう!活かそう!三重の文化財/情報データベース/鯨の供養塔”. 2013年12月14日閲覧。
14. ↑  三重県教育委員会事務局社会教育・文化財保護課. “みんなで、守ろう!活かそう!三重の文化財/情報データベース/最明寺本堂”. 2013年12月14日閲覧。
15. ↑  三重県教育委員会事務局社会教育・文化財保護課. “みんなで、守ろう!活かそう!三重の文化財/情報データベース/絹本著色釈迦涅槃図 附 貞享四年銘箱”. 2013年12月14日閲覧。
16. ↑  “郵便番号簿 2018年度版” (PDF).   日本郵便. 2019年6月10日閲覧。